# Los protegidos (telenovela)
Los protegidos es una telenovela colombiana producida por Teleset para RCN Televisión. Esta protagonizada por Mark Tacher y Verónica Orozco con la actuación antagónica de Luis Eduardo Arango.
En México fue emitida por el canal Galavisión a la 6:30 p. m..

## Sinopsis
Santiago Puerta regresa de Italia, después de terminar su especialización en criminalística. Él está seguro de que su futuro prometerá mucho, después de tener una oferta de trabajo en la Fiscalía (Oficina de Investigación en Colombia) y por fin, retribuirle a su padre, Bernardo Puerta, el enorme esfuerzo que hizo para que él realizara la carrera como abogado y luego como un experto en investigación criminal. 
En Italia, Santiago conoce a Lina Santana, su compañera de clase y después su prometida, una mujer con el don de ver el futuro. Pero cuando regresa a Colombia se encuentra con que no será tan fácil alcanzar la felicidad como pensaba. 
Santiago tiene que enfrentar al padre de Lina, Rogelio Santana, que está completamente en contra su boda con Lina. Por otra parte, Santiago descubre que su padre ya no tiene nada de contador, y que ahora es el asistente de un peligroso hombre apodado "El Kes", que encabeza una organización criminal en el Caribe colombiano. 
Santiago convence a su padre de entregar a "El Kes" para que retome su vida normal, pero las cosas se complican cuando él comienza una relación con la amante del capo "La Bandi", una mujer que es maltratada por aquel sujeto. 
Santiago tomó la decisión de dejar plantada a Lina poco antes de su boda para proteger la vida de su familia. Ahora, la familia de Santiago y la familia de "La Bandi" tienen que desaparecer y cambiar completamente sus vidas, beneficiándose de un programa de protección a testigos. Aun así, el peligro sigue latente porque "El Kes" está en busca del padre de Santiago y "La Bandi" para hacerles pagar por su traición.
Santiago tampoco resiste las exigencias del programa y la idea de que su novia lo crea muerto y la busca; violando todos los acuerdos que hizo al entregarse a la Fiscalía. Durante un tiempo y en el universo de Medicina Legal; Santiago y Lina se encuentran clandestinamente mientras tratan de investigar juntos el paradero de alias ‘El Kes'.
A pesar de su estreno que causó gran expectativa, ya que coincidía de manera simultánea con la serie del Canal Caracol El Cartel, fue esta última quien terminó ganándose la audiencia del horario Triple A. Debido a su muy baja sintonía, el horario de Los Protegidos fue cambiado al de las 11:45pm de lunes a viernes.

## Elenco
- Veronica Orozco .... Lina Santana
- Mark Tacher .... Santiago Puerta Renteria//Esteban Bravo
- Diana Ángel .... Sofía Suárez
- Carlos Barbosa .... Bernardo Puerta//Sandro Bravo
- Luis Eduardo Arango .... Ricardo Calero alias "El Kes" / "Don Richard"
- Ana Bolena Mesa .... Lorenza Mercado "La Bandi"//Margarita Rosa Olguin
- Andrea Gómez .... María Cecilia Puerta Renteria//Estefanía Bravo
- Diego Vázquez .... "Careniña"
- Saín Castro .... Fiscal Arnaldo Vecino
- Diego Sarmiento .... Sergio Caspa
- Natalia Jerez .... Verónica Santana
- Anderson Ballesteros .... Ramiro Moreno
- Carlos Serrato .... Fiscal Armando Pacheco
- Juan Sebastián Tibatá .... Roberto Puerta Renteria "Robertico"//Clark Bravo
- Luis Fernando Múnera .... Rogelio Santana
- María Cristina Gálvez .... Araceli Mercado//Grace Olguin
- Carmenza Cossio .... Yolanda de Santana
- Patricia Grisales .... Dra. María Sol
- Ricardo Vives .... Luis Mercado//Luis Olguin
- Nicolas Niño .... Willintong Mercado//David Olguin
- Maria Barreto .... Lucrecia
- Rosemary Cárdenas .... Greta
- Patricia Castaño .... Helena
- Víctor Cifuentes .... Don Héctor
- Carmenza González .... Laura Cepeda
- Daniella Donado .... María Camila
- Carlos Hurtado .... Christopher//Agente Villalobos
- Víctor Luis Zúñiga .... Leonardo
- Mauricio Mejia .... Rodrigo
- Viña Machado Laura la prepago, cómplice y amante de alias EL KES

## Ficha técnica
- Producción General: Juan Pablo Posada
- Dirección: Juan Pablo Posada / Luis Eduardo Jiménez / Rodrigo Lalinde
- Vicepresidente Creativo y de Producción: Juan Pablo Gaviria
- Gerencia de Producción: Andrés Posada
- Historia Original: Juana Uribe
- Libretos: Adriana Arango / Sebastián Sánchez
- Producción Ejecutiva: Leonardo Barón
- Dirección de Fotografía: Rodrigo Lalinde / Oswaldo Ramírez
- Asistencia de Dirección: Alfonso Ardila
- Dirección de Arte: Juan Fernando Pérez
- Casting: Alberto Rodríguez
- Edición: Elsa Vásquez
- Música Original: Gonzalo de Sagarminaga